# Minnesota Lake
Minnesota Lake is een plaats (city) in de Amerikaanse staat Minnesota en valt bestuurlijk gezien onder Blue Earth County en Faribault County.

## Demografie
Bij de volkstelling in 2000 werd het aantal inwoners vastgesteld op 681.
In 2006 is het aantal inwoners door het United States Census Bureau geschat op 656, een daling van 25 (-3.7%).

## Geografie
Volgens het United States Census Bureau beslaat de plaats een oppervlakte van
5,4 km², waarvan 4,1 km² land en 1,3 km² water. Minnesota Lake ligt op ongeveer 318 m boven zeeniveau.

## Plaatsen in de nabije omgeving
De onderstaande figuur toont nabijgelegen plaatsen in een straal van 20 km rond Minnesota Lake.